# آنس دو گوورنور
آنس دو گوورنور (به فرانسوی: Anse du Gouverneur) یک منطقهٔ مسکونی در فرانسه است که در سن بارتلمی در کارائیب واقع شده‌است.